# Guerra de Esmalcalda
A Guerra de Esmalcalda (em alemão:  Schmalkaldischer Krieg) se refere a um período de violência que aconteceu de 1546 a 1547 entre as forças do imperador Carlos V, comandadas por Fernando Álvarez, o Duque de Alba, e a Liga de Esmalcalda, formada por estados alemães dentro do Sacro Império Romano-Germânico. Foi desencadeada como uma das consequência da Reforma Protestante e as subsequentes disputas político-religiosas que dominaram a Europa no século XVI, quando os estados católicos tentaram reprimir as novas nações luteranas. Carlos V saiu vitorioso e destituiu João Frederico I da sua posição de poder na Saxônia.